# Fratelli nemici
Fratelli nemici (The Little Shepherd of Kingdom Come) è un film muto del 1920 diretto da Wallace Worsley e interpretato da Jack Pickford, Clara Horton, Pauline Starke.
Prima di essere pubblicato come libro, il romanzo The Little Shepherd of Kingdom Come uscì a puntate sullo Scribner's Magazine nel 1902 e nel 1903.

## Trama

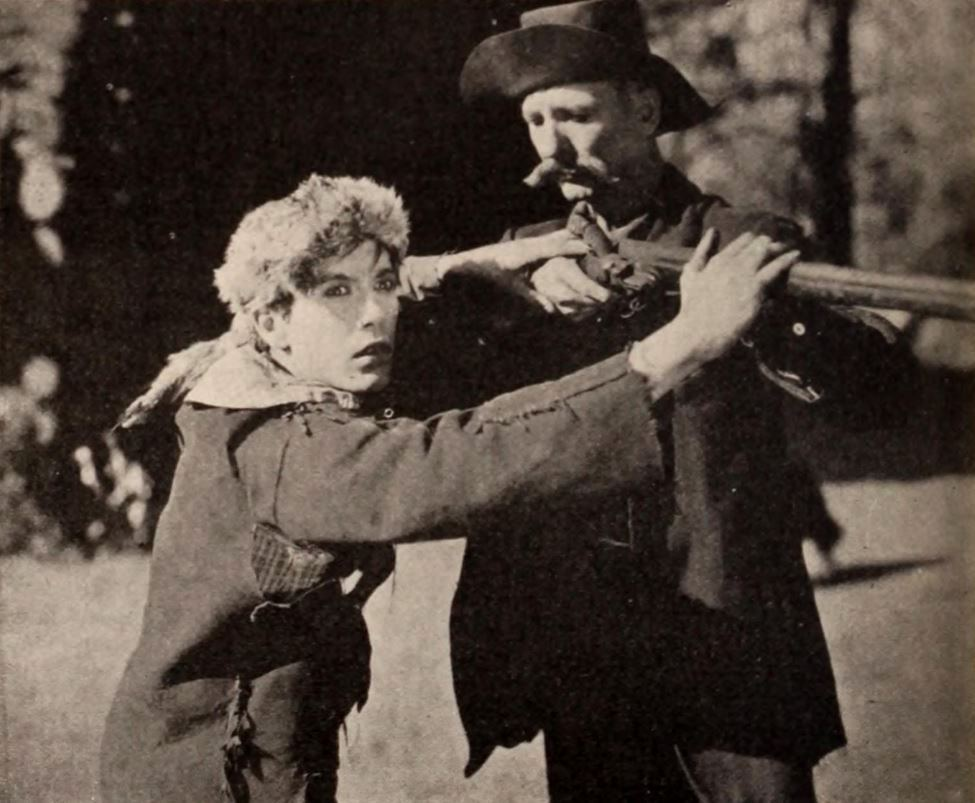
Jack Pickford in una scena del film

Quando Chad, un giovane montanaro orfano, arriva a Valley of Kingdom Come, il fatto che sia solo e povero attira le attenzioni di Buford, un uomo senza figli. Dopo che Buford viene a sapere che il ragazzo è un suo lontano parente, decide di prenderlo sotto la sua protezione e diviene il suo mentore, introducendolo in società e facendogli frequentare l'aristocrazia del Sud. Ma le malelingue mettono in giro la voce dell'illegittimità di Chad e lui abbandona quel mondo fatuo e la bella Margaret Dean, di cui si è innamorato, per tornarsene alle sue colline. Melissa, una ragazza montanara come lui che lo ama, lo aiuta a chiarire la sua posizione e a ritrovare l'onore perduto del suo nome infangato. Ritornato a Lexington dove nel frattempo è giunta la guerra civile tra Nord e Sud, Chad e Harry Dean si uniscono alle forze unioniste mentre i Budford e gli altri Dean parteggiano per la Confederazione. Durante una missione dei nordisti, Dan Dean viene catturato e condannato a morte. Ma si salva per merito degli sforzi di Chad, che si prodiga per non farlo giustiziare. Finita la guerra, Margaret riconcilia i fratelli nemici, mettendo pace tra gli avversari. Melissa, felice che Chad abbia ritrovato la felicità perduta con la donna che ama, se ne torna alle sue montagne.

## Produzione
Il film fu prodotto da Samuel Goldwyn per la Goldwyn Pictures Corporation.

## Distribuzione
Il copyright del film, richiesto dalla Goldwyn Pictures Corp., fu registrato il 7 febbraio 1929 con il numero LP14742.
Il film, presentato da Samuel Goldwyn e distribuito dalla Goldwyn Distributing Company, uscì nelle sale cinematografiche statunitensi nel febbraio 1920. In Svezia, il film fu distribuito il 26 novembre 1920 con il titolo I gamla Kentucky.
Non si conoscono copie ancora esistenti della pellicola che viene considerata presumibilmente perduta.

### Altre versioni
Il romanzo originale di John Fox Jr., pubblicato nel 1903, ha dato spunto a tre versioni cinematografiche:
- Fratelli nemici (The Little Shepherd of Kingdom Come), regia di Wallace Worsley (1920)
- The Little Shepherd of Kingdom Come, regia di Alfred Santell (1928) (romanzo)
- The Little Shepherd of Kingdom Come, regia di Andrew V. McLaglen (1961) (storia)